# Ädellövskinnbagge
Ädellövskinnbagge (Megacoelum infusum) är en insektsart som först beskrevs av Herrich-schaeffer 1837.  Ädellövskinnbagge ingår i släktet Megacoelum, och familjen ängsskinnbaggar. Enligt den finländska rödlistan är arten nära hotad i Finland. Enligt den svenska rödlistan är arten nära hotad i Sverige. Arten förekommer i Götaland, Öland och Svealand. Arten har tidigare förekommit på Gotland men är numera lokalt utdöd. Artens livsmiljö är parker, gårdsplaner och trädgårdar.